# Paratopula macta
Paratopula macta är en myrart som beskrevs av Bolton 1988. Paratopula macta ingår i släktet Paratopula och familjen myror. Inga underarter finns listade i Catalogue of Life.

## Bildgalleri

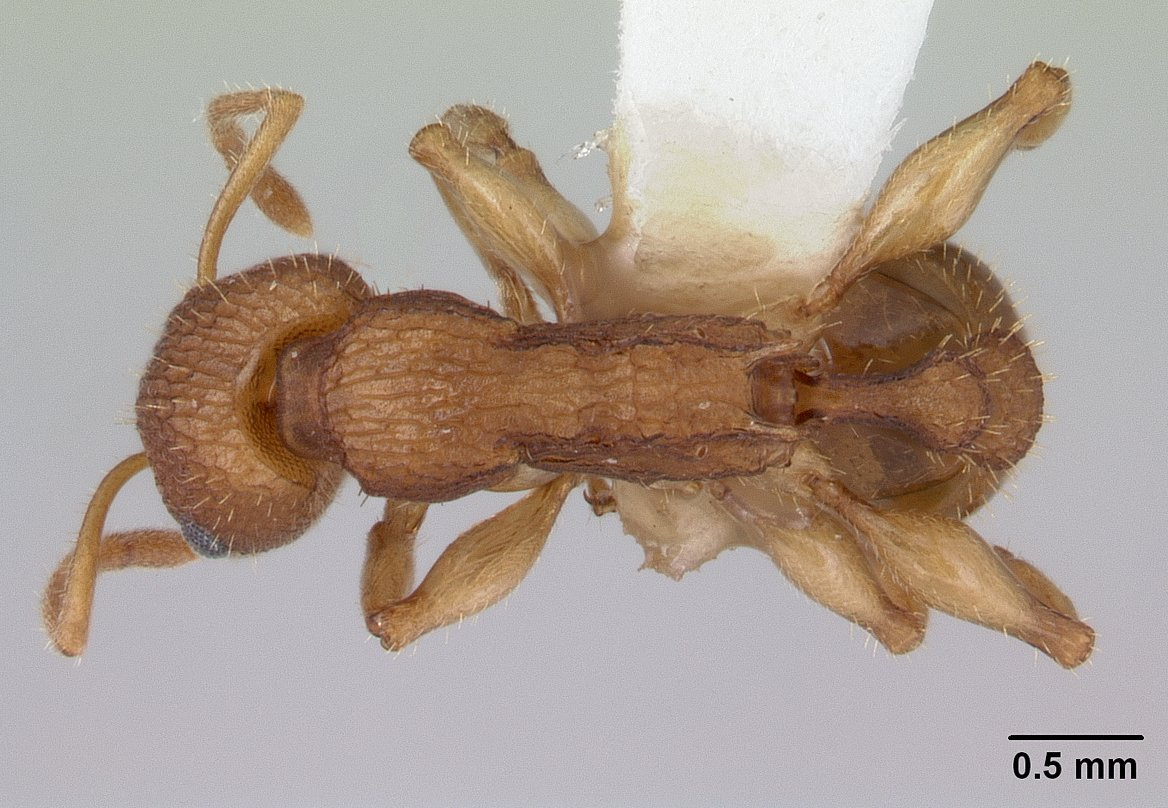
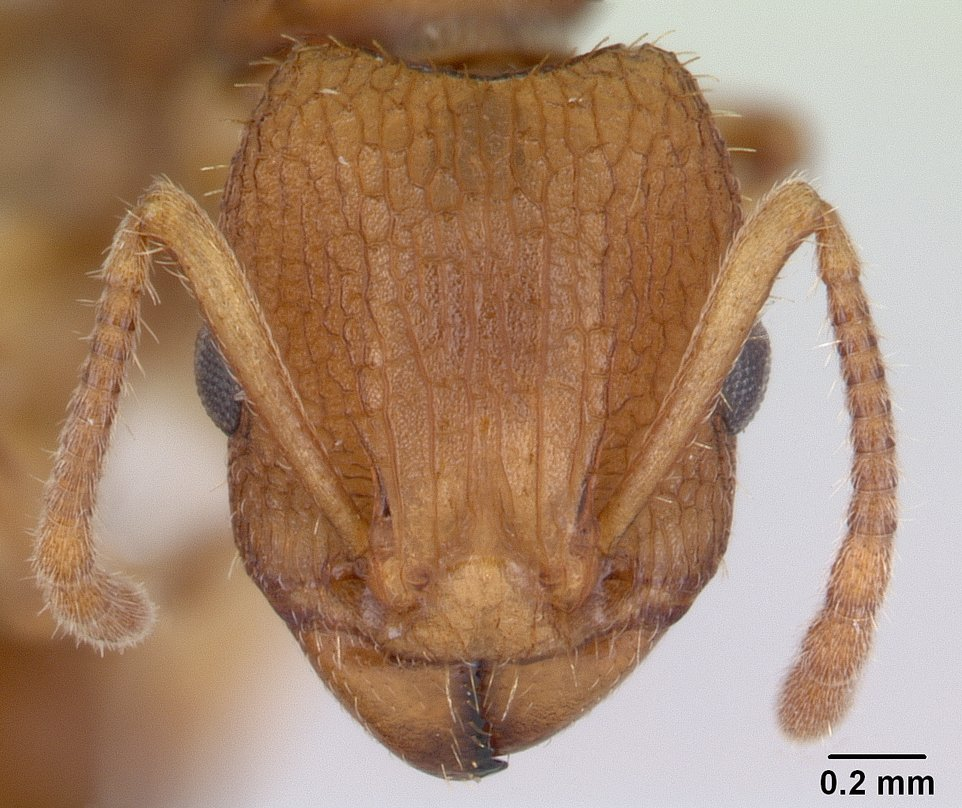
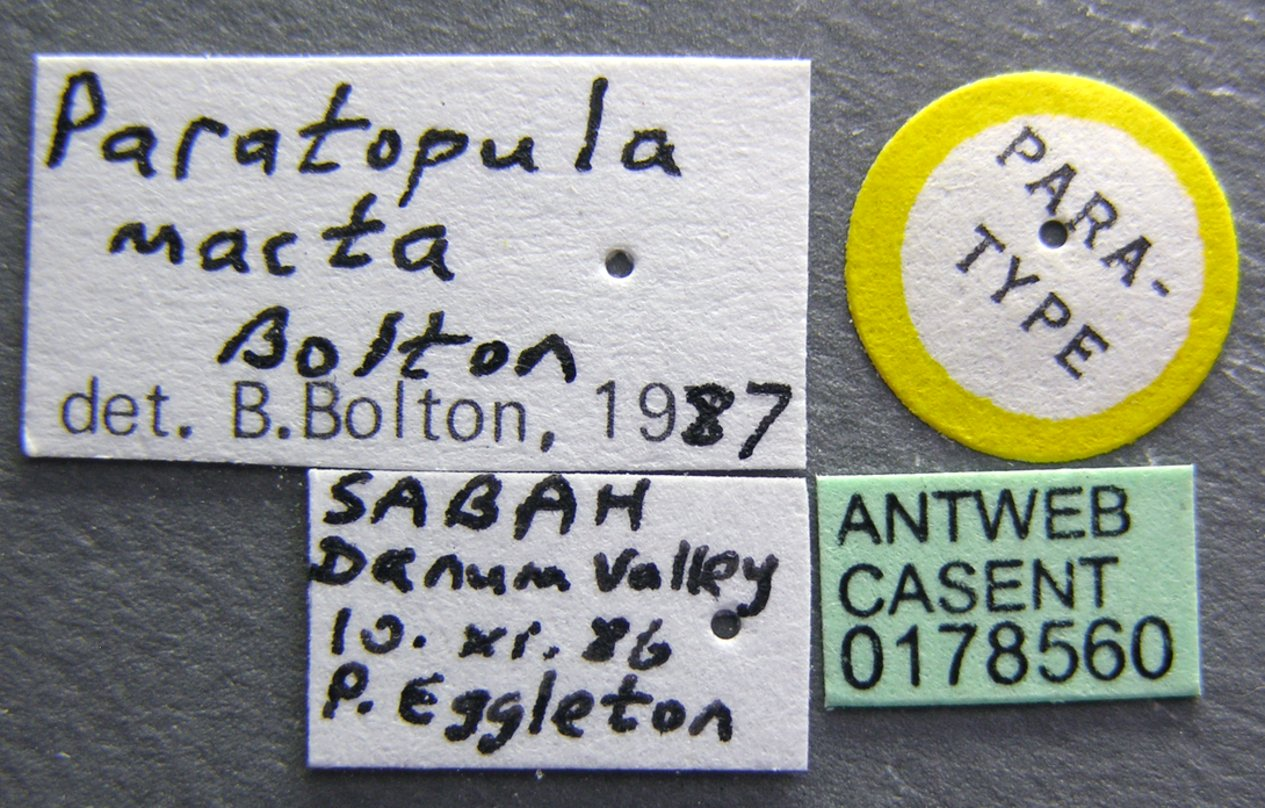
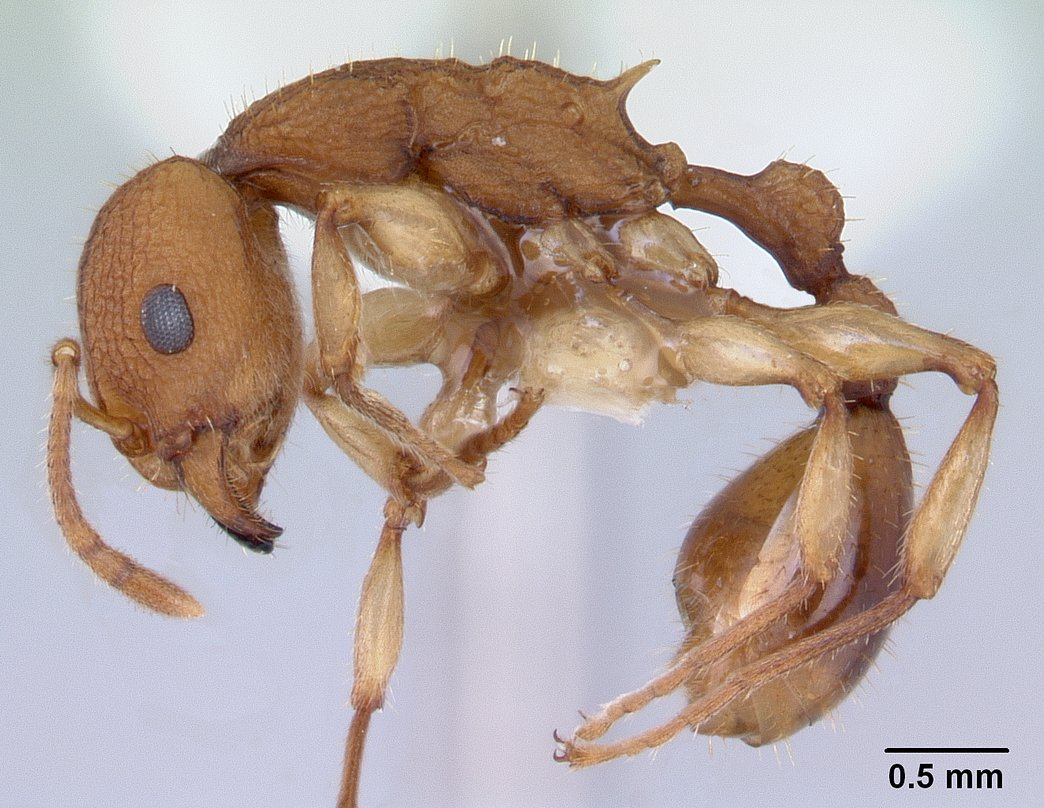
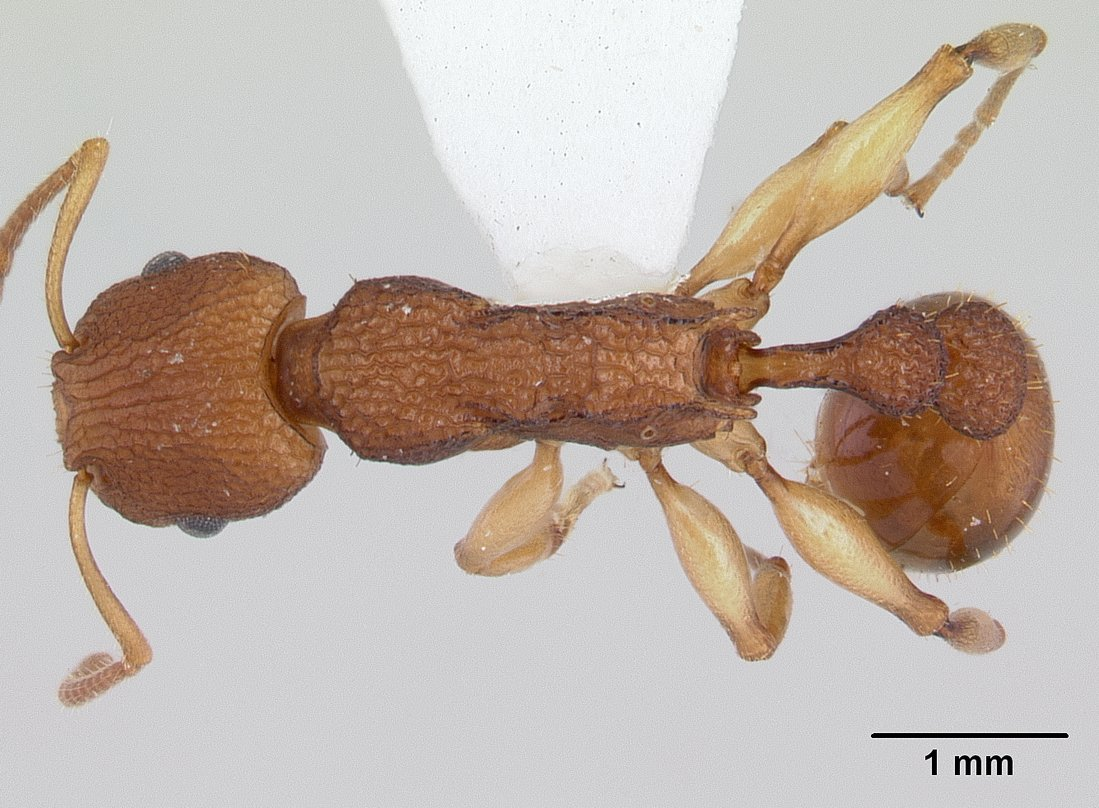
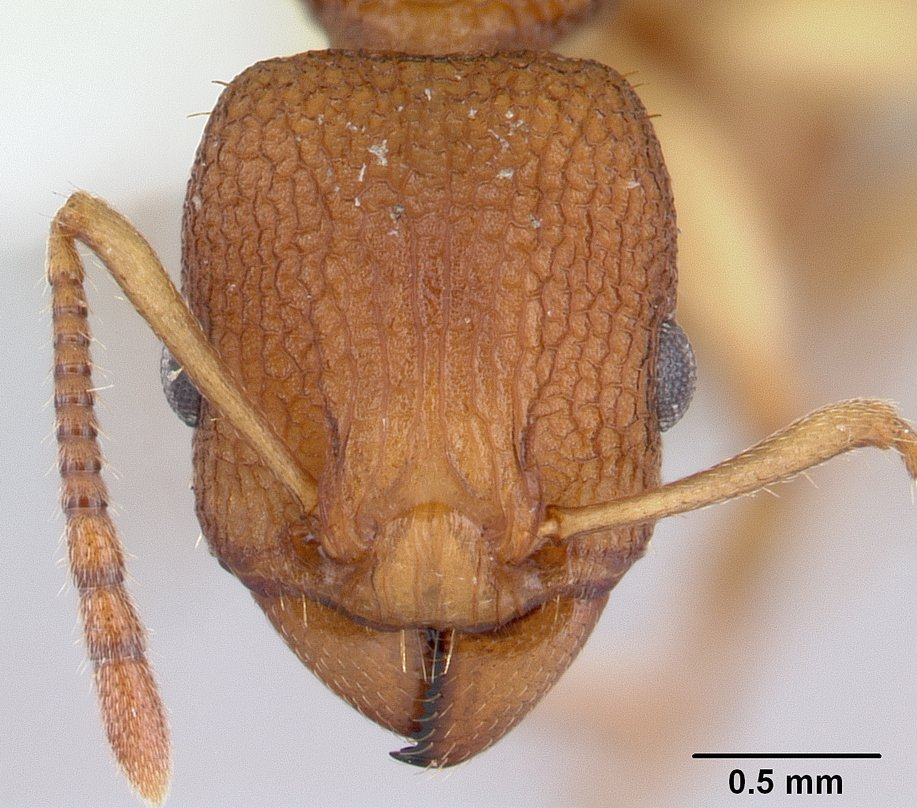